# Diego Placente
Diego Placente, né le 24 avril 1977, est un ancien footballeur argentin qui évoluait au poste de latéral gauche. Il commença sa carrière professionnelle en 1995, avant de prendre sa retraite en 2013.

## Biographie
Il commence sa carrière professionnelle en 1996 à l'AA Argentinos Juniors, puis il quitte rapidement son club formateur pour le CA River Plate en 1998. Il réussit 4 saisons pleines dans l'un des plus grands clubs sud-américains. L'Europe lui fait alors les yeux doux. 
Il signe alors au Bayer Leverkusen où il connaît sa première sélection en équipe d'argentine. Il accompagne son équipe du Bayer jusqu'en finale de la Ligue des champions 2001-2002 face au Real Madrid. En 2002, il sera également vice-champion d'Allemagne et finaliste de Coupe d'Allemagne. Puis il quitte la Bundesliga pour la Liga et le Celta Vigo au début de la saison 2005-2006. Il retourne dans son pays natal en 2007 avec le CA San Lorenzo avant de s'engager avec les Girondins de Bordeaux en juillet 2008.
Il dispute son premier match avec l'équipe première le 31 août 2008, au cours d'une défaite 2 buts à 1 contre l'équipe de Lille, réalisant une performance encourageante malgré la défaite[réf. nécessaire]. Il est champion de France et vainqueur de la Coupe de la Ligue en 2009. En fin de contrat en mai 2010, il n'est pas conservé par le club girondin. Il retourne alors dans son pays où il signe, le 19 juillet 2010, un contrat d'un an avec San Lorenzo.
Fin juillet 2012, il revient au club de ses débuts aux Argentinos Juniors.

## Palmarès
- River Plate
  - Vainqueur du Tournoi d'ouverture : 1998, 2000
  - Vainqueur du Tournoi de clôture : 2000

- Bayer Leverkusen
  - Vice-champion d'Allemagne : 2002
  - Finaliste de la Ligue des champions : 2002
  - Finaliste de la Coupe d'Allemagne : 2002

- Girondins de Bordeaux
  - Champion de France de Ligue 1 : 2009
  - Vainqueur du Trophée des champions : 2008, 2009
  - Vainqueur de la Coupe de la Ligue : 2009

- Nacional
  - Champion d'Uruguay : 2012

- Sélection : 22 sélections et 0 but en équipe d'Argentine entre 2000 et 2005[4].
  - Finaliste de la Coupe des confédérations : 2005